# Zarhopalus
Zarhopalus is een geslacht van vliesvleugeligen uit de familie Encyrtidae. De wetenschappelijke naam van dit geslacht is voor het eerst geldig gepubliceerd in 1900 door Ashmead.

## Soorten
Het geslacht Zarhopalus omvat de volgende soorten:
- Zarhopalus clavatus Kerrich, 1978
- Zarhopalus corvinus (Girault, 1915)
- Zarhopalus debarri Sun, 1998
- Zarhopalus inquisitor (Howard, 1881)
- Zarhopalus perses Noyes, 2000
- Zarhopalus putophilus Bennett, 1957
- Zarhopalus sheldoni Ashmead, 1900
- Zarhopalus zancles Noyes, 2000